# Crawinkel
Crawinkel – dzielnica miasta Ohrdruf w Niemczech, w kraju związkowym Turyngia, w powiecie Gotha. Do 31 grudnia 2018 samodzielna gmina, której niektóre zadania administracyjne realizowane były już przez miasto Ohrdruf. Pełniło ono funkcję „gminy realizującej” (niem. erfüllende Gemeinde).